# Heleobia robusta
Heleobia robusta is een slakkensoort uit de familie van de Cochliopidae. De wetenschappelijke naam van de soort is voor het eerst geldig gepubliceerd in 2004 door da Silva & Veitenheimer-Mendes.